# Олга Левадная
Олга Георгиевна Левадная (на руски: Ольга Георгиевна Левадная) е руска поетеса и общественик.

## Биография и творчество
Олга Левадная е роден на 2 юни 1958 г. в Суми, Украинска ССР, СССР, в семейството на военнослужещ. Отраства в Украйна, Унгария и Оренбургска област. Заедно със семейството си се премества в Казан през 1970 г., където завършва гимназия. През 1978 г. завършва Казанския индустриален педагогически колеж. В периода 1998 – 2000 г. следва в професионалния лицей №9 в Казан. През 2010 г. завършва курсове за повишаване на квалификацията в Академията за държавна и общинска администрация при президента на Република Татарстан.
След дипломирането си през 1978 г. работи като статистик в московския районен комитет на Комсомола. В периода 1979 – 1980 г. е кореспондент на свободна практика във вестник „Вечерняя Казан“. След това в продължение на 6 години тя работи като администратор на магазин „Подаръци“, а в периода 1988 – 2000 г. е главен спициалист в службата по вписванията на Московския район на Казан. В периода 1988 – 1992 г. е сътрудник на председателя на Съюза на творческата младеж на Казан.
Литературната си дейност започва още в гимназията, като първата ѝ публикация е стихотворението „Деду“ във вестник „Комсомолец Татарии“ през 1979 г. В този период активно посещава литературния кръг към музея „Максим Горки“ и групата към Казанския държавен университет. В периода 1982 – 1988 г. участва в конференции и семинари на млади писатели на Татарската АССР.
Първата ѝ книга, стихосбирката „В ожидании снега живу“ (В очакване на снега живея), е издадена през 1992 г., и е оценена високо от Булат Окуджава и Андрей Дементиев.
Авторка е на сборниците със стихотворения „Пройти заколдованный круг“, „В свободном падении вверх“, „Вблизи от нашего прошлого“, „Из крика птиц растут воспоминания“, „Поднимаясь по лестнице раздумий“, „Звёздные Врата“, „Ветер сердца“ и др.
За книгата „Из крика птиц растут воспоминания“ на конкурса „Книга на годината 2005“ получава диплома III степен на Министерството на културата на Република Татарстан и литературната награда „Г. Р. Державин“ на Република Татарстан.
През 2008 г. получава почетното звание „Заслужил работник на културата на Република Татарстан“.
Тя е художествен ръководител на Казанския поетичен театър „Диалог“ от 2016 г., инициатор и организатор е на Всеруския музикално-поетичен фестивал „Ръкостискане на републиките“, Казан, от 2017 г.
През 2015 г. получава литературната награда „С. Сюлейманова“ на Република Татарстан за стихосбирката „Ветер сердца“.
Тя е член на Съюза на писателите на Република Татарстан от 1997 г. и на Съюза на писателите на Русия от 2004 г.
Олга Левадная живее в Казан.

## Произведения

### Поезия
- В ожидании снега живу: Стихотворения (1992)
- Пройти заколдованный круг: Книга стихов (1998)
- В свободном падении вверх: Стихи (2003)
- Вблизи от нашего прошлого (2003)
- Канат җилпешем. В свободном падении вверх: Стихи (2003) – на татарски и руски език
- Поднимаясь по лестнице раздумий: Стихи (2005)
- Из крика птиц растут воспоминания (2005) – на татарски, руски и английски език
- Звёздные Врата: Стихи (2010)
- Ветер сердца (2014)